# Concert 1976, Opéra de Reims
Concert 1976, Opéra de Reims ist ein Livealbum der französischen Progressive-Rock- und Zeuhl-Gruppe Magma. Es wurde bei einem Konzert am 2. März 1976 im Cinéma Opéra in Reims aufgezeichnet und 1996 als 3-fach CD-Box von Seventh Records veröffentlicht.

## Inhalt

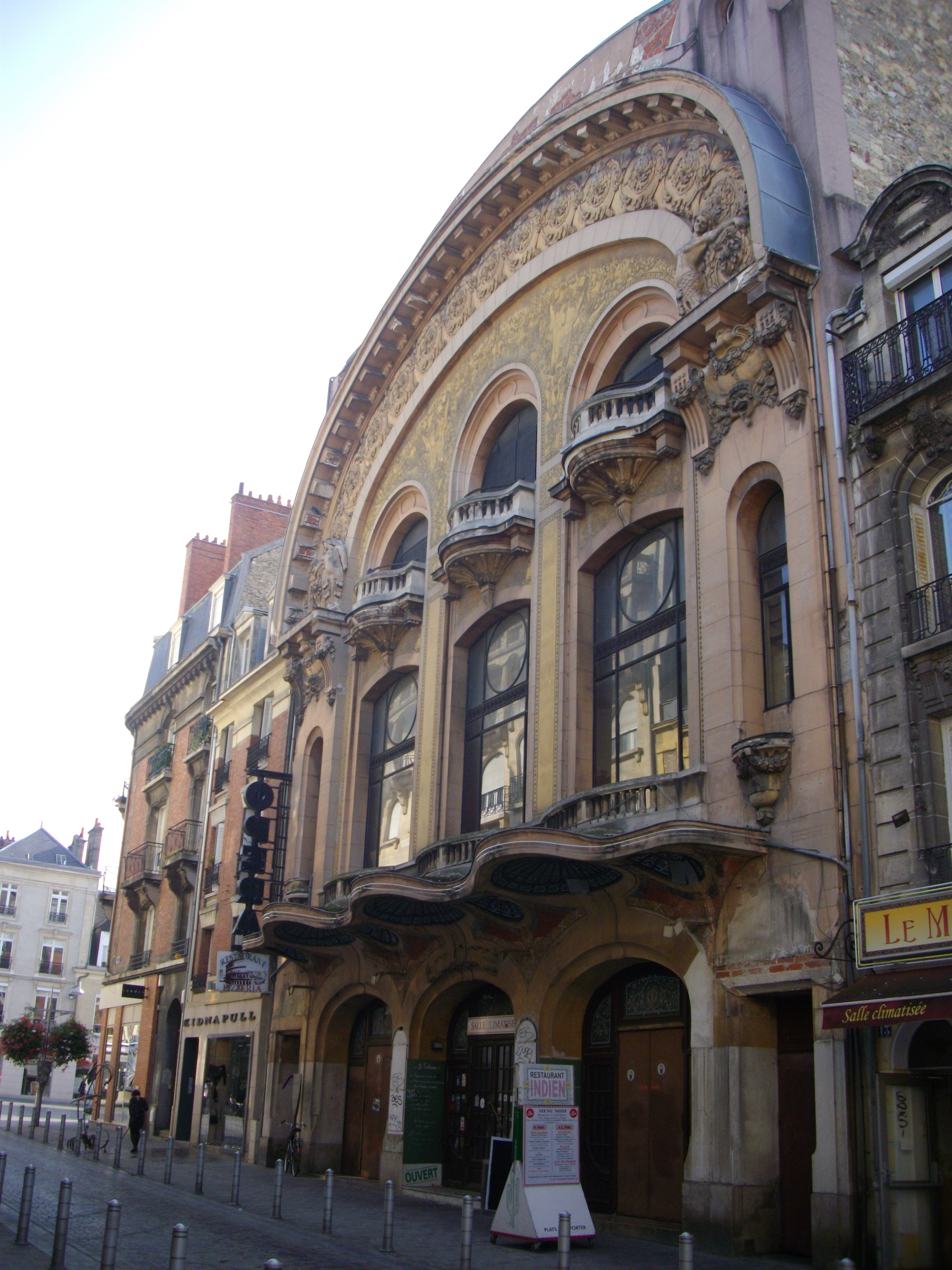
Der Aufnahmeort das Cinéma Opéra in Reims, 2014

Diese Ausgabe gehört zur AKT-Serie von Magmas Plattenlabel Seventh Records, in der gelegentlich Konzertmitschnitte von besonders wichtigen Momenten in der Geschichte der Band aufgelegt werden. Die Besetzung entsprach in etwa der bei Live / Hhaï (aufgenommen im Juni 1975), bei der jedoch Jean-Pol Asseline von Patrick Gauthier ersetzt wurde. Diese CD-Box enthält lediglich fünf Longtracks und gibt einen guten Eindruck in Magma-Konzerte.
Die erste Platte, Zünd 1 beginnt mit einer noch nicht ausgereiften Version von De Futura, deren finale Studioversion einige Monate später für das Album Üdü Ẁüdü aufgenommen wurde. Bemerkenswert ist, dass hier nicht der Autor Jannick Top, sondern Bernard Paganotti die Bassgitarre spielt. Es folgt das erste veröffentlichte Schlagzeugsolo Sons et Chorus de Batterie von Christian Vander bei Magma, bei der Vander auch seinen Gesang einsetzt.
Die zweite CD enthält Köhntarkösz und Theusz Hamtaahk in einer stark abweichenden Version als auf Retrospektïẁ I-II aus dem Jahr 1981. Die dritte CD enthält eine Version von Mëkanïk Dëstruktïẁ Kömmandöh, die vor dem Finale bei einer Laufzeit von 42 Minuten 29 Sekunden abbricht, als das Band des Rekorders während der Aufzeichnung zu Ende war.

## Titelliste

### Zünd 1
1. De Futura – 24:32
2. Sons et Chorus de Batterie – 26:38

### Zünd 2
1. Köhntarkösz – 33:31
2. Theusz Hamtaahk – 33:34

### Zünd 3
1. Mëkanïk Dëstruktïẁ Kömmandöh – 42:29

## Rezensionen
Für Andreas Pläschke vom Progressive-Rock_Portal Babyblaue Seiten ist Theusz Hamtaahk der Höhepunkt, „der hier live seine ganze Magie offenbart. … mit fremdartig klingenden Keyboards und Violine und seiner Basslastigkeit. Hier ein Meisterwerk.“ Ebenso hält er Mëkanïk Dëstruktïẁ Kömmandöh für die beste Version, die er bisher gehört habe, die selbst die Originalaufnahme abhänge, mit dem einzigen Schönheitsfehler des fehlenden Finales aufgrund des vorzeitigen Tonbandendes. „Die Band ist hier einfach perfekt, Vander trommelt sich die Seele aus dem Leib, gleiches gilt für Blasquiz mit der Stimme. Der Song ist zusammen mit Theusz Hamtaahk, die grandiose und befremdende Musik einer genialen Band.“ Er bewertet das Album mit 12/15 Punkten. Das englischsprachige Portal Prog Archives empfiehlt als perfekte Ergänzung jeder Progressive-Rock-Musiksammlung und 54 Benutzer bewerten mit 4,1/5 Punkten, wobei 41 % die volle Punktzahl vergeben.